# 州防衛軍
州防衛軍（英語: State defense forces, SDF）は、アメリカ合衆国を構成する各州の政府が独自に指揮権を有する準軍事組織である。名称として州防衛隊（State Guard）や民兵（Militia）などを用いる州もある。
連邦法および州法に基いて設置され、知事が指揮する。
州防衛軍は州兵総局により部分的な統制を受けるが、州兵（National Guard）とは別の組織である。基本的に非武装または限定的な武装であり、主な任務は災害支援、医療支援、避難誘導、警備、後方支援など。州兵が1933年改正国防法のもとで連邦軍の一部として動員される場合がある一方、州防衛軍が連邦軍により召集、命令、編入されることはない。これはアメリカ合衆国憲法が定める協定条項（Compact Clause）、および合衆国法典第32編第109条 32 U.S.C. § 109で定められている。一方、同法は州防衛軍の構成員が合衆国軍の服務（すなわち徴兵）を免除されない旨も定めている。また、合衆国法典第32編第109条(e)では、「連邦軍予備役の一員たる者は、防衛軍の隊員となれない」（A person may not become a member of a defense force ... if he is a member of a reserve component of the armed forces.）とされている。
ほぼ全ての州で州防衛軍の編成を認めた州法が存在し、22州およびプエルトリコ自治連邦区にて様々な規模の州防衛軍が編成されている。一般的に、州防衛軍は災害対処と郷土防衛に責任を負う。多くは地上部隊のみが編成されているが、テキサス州には空軍、エリー湖に面したオハイオ州には海軍がある。但し、軍用機のパイロットや軍艦に乗船するような訓練制度はなく、あくまでも非戦闘員としての任務のみを行う。

## 歴史

### 起源
建国から1900年代初めまでのアメリカ合衆国は小規模な軍組織のみを有し、戦力の大部分を各地の州民兵に依存していた。そのため、訓練や即応体制の様相も一定ではなかった。その後の米西戦争の結果と同戦争中に投入された民兵および義勇兵部隊の活動を考慮して、議会では州民兵に対する訓練の刷新および制度化、各隊員の能力向上が求められるようになった。1903年、1903年民兵法が議会を通過して、現代の州兵の前身たる民兵組織の編成が行われた。同法においてアメリカ合衆国の民兵は2つ、すなわち連邦政府指導下の州兵（National Guard）と、州政府指導下の予備役民兵（Reserve Militia）に分割された。
第一次世界大戦中には州兵が連邦軍を成す国民軍（National Army）の一部として出征したため、議会では新たな予備戦力として各州における郷土防衛隊の編成を認めた。これに合わせて、陸軍長官は郷土防衛隊に対するライフル、弾薬、軍需物資の供給を許可した。
1933年、議会は州兵組織と伝統的な州民兵組織を完全に分離するため、連邦戦力たる隊員が各州兵（National Guard）と連邦政府の予備役戦力たる合衆国州兵（National Guard of the United States）に同時に登録することを義務付けた。1940年、第二次世界大戦の勃発とそれに伴う州兵の連邦軍編入に伴い、議会は1916年国防法を改正し、各州政府による「州兵以外の軍部隊の保有」を認めた。同法のもと、陸軍省は州防衛隊（State Guard）という新しい民兵組織に対する装備供給および訓練を行うことが可能となった。大戦を通じて、多くの州が郷土防衛のために同法を活用し州戦力増強を行った。1947年、独立軍種たるアメリカ空軍が設置されると、議会は州兵の再編を命じ、陸軍州兵と空軍州兵に分割した。前者は一般的な地上戦力と一部の航空戦力（ヘリコプター、観測機、連絡機など）、後者は旧航空軍指揮下で活動していた州兵部隊が有した航空戦力によって構成された。

### 冷戦期
1950年、朝鮮戦争の勃発と州兵の出征に伴い、議会では州政府による軍部隊保有を2年間の期限付きで再度許可した。これらの州軍戦力は、陸軍長官が必要と認めた範囲において、連邦軍の援護のもとで訓練を受け、銃や弾薬、衣類や装備品の供給を受けることが可能とされていた。ただし、2年の期限が切れた後、連邦法のもとで許可が延長されることはなかった。
1956年、議会では再度法改正を行い、合衆国法典第32編第109条のもとで州防衛軍（State defense forces）の活動を恒久的に認めた。2年後の法改正では州戦力の名称が防衛軍（Defense forces）と改められた。しかし、州政府による戦力増強が活発化するのはロナルド・レーガン政権初期の頃に差し掛かってからである。この時期には国防総省によって州防衛軍の増強が強く奨励されていた。
ただし、1980年代後半には各州で軍縮や大規模な再編成が進んだ。1987年には、ユタ州防衛隊に所属する下士官兵の多くが「ネオナチ、凶悪犯、精神病患者」であることが明らかになったとして、ユタ州知事の命令のもとで将校31人を除く全隊員が解雇された。1990年、バージニア州議会では「戦車を購入するために予算の節約を行っている」という報告を発端として州防衛軍の体制に関する調査が行われ、その後の大規模な再編に繋がった。

### 冷戦後

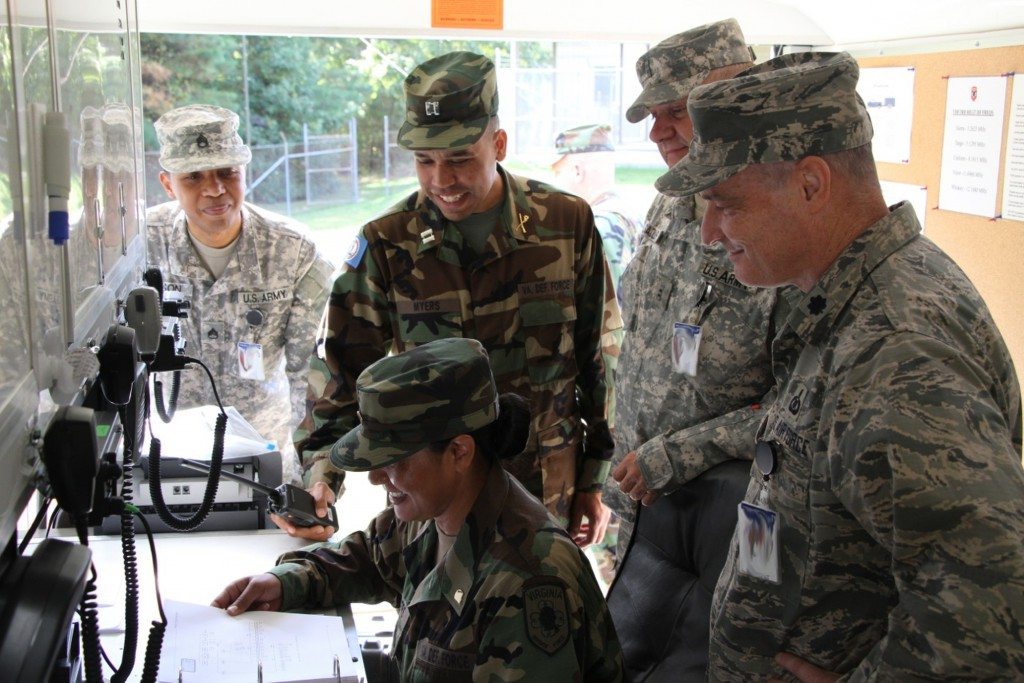
合同演習の際に移動指揮所を合同運用するバージニア防衛軍（中央の2名）とバージニア州兵（左右）の隊員ら（2014年）

冷戦終結後は州防衛軍に関する関心が各州で薄れていたが、2001年のアメリカ同時多発テロ事件後には、州防衛軍が連邦軍での勤務資格がない「戦士気取り（warrior wannabes）たちのガス抜き」と成り果てているのではないかと危惧した一部の連邦軍高官によって、訓練や装備に関する詳細な調査検討が行われた。2008年、アラスカ州では、州政府のもとで実施される訓練内容および装備の標準化状況に著しい問題があるとの調査結果を受け、州防衛軍の武装解除を行った。2010年、アラスカ州兵総監が義勇兵らに対し、「諸君は最悪の緊急事態においてのみ投入されうる最後の手段としての備えである」との宣言を行ったことで、同州防衛軍の地位は一層と低下した。アラスカ州防衛軍はおよそ半世紀にわたって意図的に骨抜きにされていたが、2016年にはビル・ウォーカー知事が州兵総監を更迭し、州防衛軍の再編成、州内各地への部隊配置、訓練の改善などの方針を発表した。
『ニューヨーク・タイムズ』紙がニューヨーク防衛隊について、将官を含む多数の現職幹部がほとんど、あるいは一切の軍事訓練を受けていなかった旨を報じた際にも論争が起こった。元防衛隊将校のピエール・デイヴィッド・ラックス（Pierre David Lax）は、「例えば君が知事の友人で将軍になりたいなら、知事に頼むだけでいい。それであっという間に准将閣下だ」と語った。別の元将校は、防衛隊に対する多額の予算割当を支持した州議会議員に対し称号を送ることも横行していたと証言した。極めて稀に行われた出動の内容は、州主催のイベントにおけるバンドやカラーガードといった儀礼関連のものが大半を占めていたという。

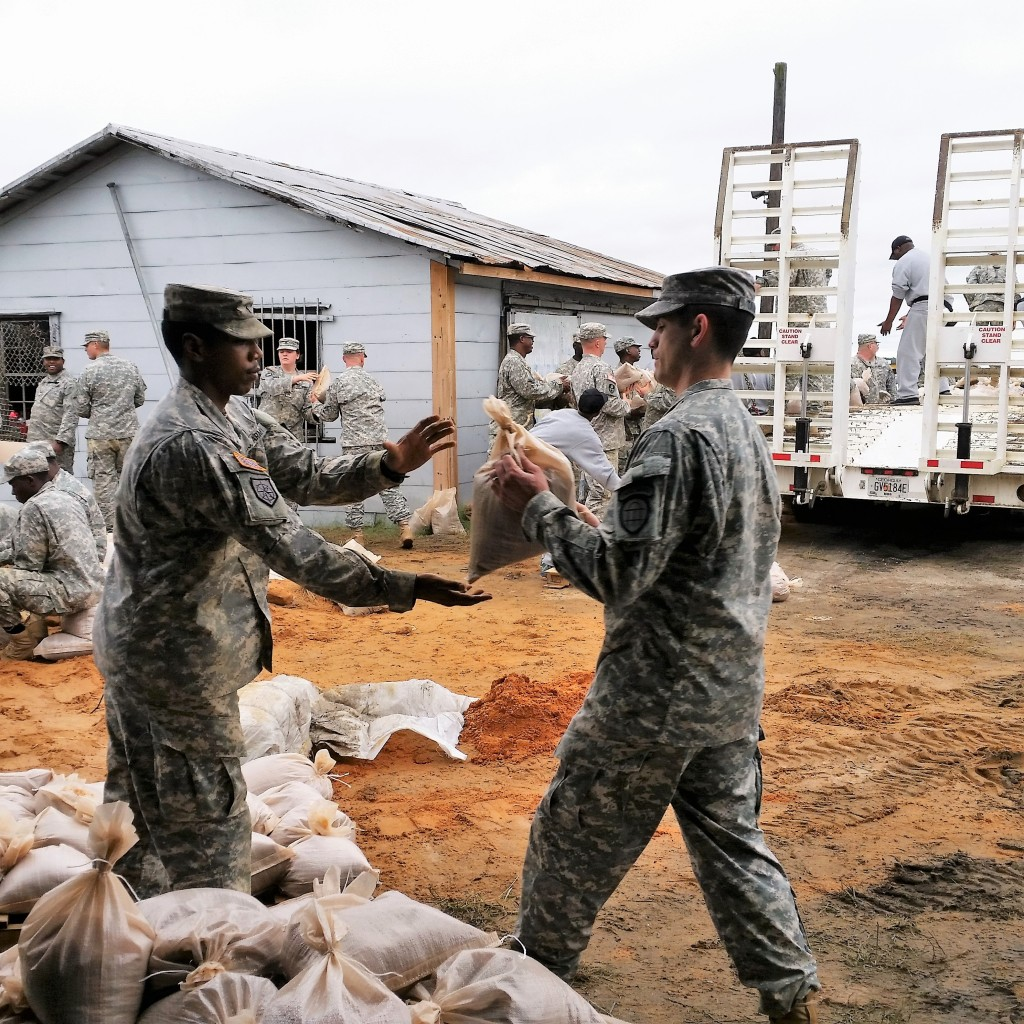
洪水対策任務の際、ジョージア陸軍州兵隊員に土嚢を渡す州防衛軍隊員（2015年）

2014年4月、国防総省は各州兵総監らが想定した州防衛軍の運用と実体が乖離し混乱が起きていることを示唆する監察総監室による報告書を発表した。これによると、連邦法における州防衛軍関連の規定が不明瞭であり、連邦政府から提供された補助金やリソースを州防衛軍の運用に充てることが違法行為とされる可能性があったため、州兵総監らが州防衛軍を十分に活用することができなかったとしている（州兵も州当局によって運用されているが、予算や装備の大半は連邦政府から提供されたものである）。また、州兵との統合的運用についても同様に違法行為とされる可能性があるとして、各種任務における合同活動や連邦政府の活動への支援への参加も行われていなかった。訓練の標準化の欠如や不十分な体力の錬成状態という実体も州兵のカウンターパートとしての能力を失わせており、これは国防総省による支援や調整が不足したことに起因するとされた。監察総監室が州防衛軍高官や州兵総監を対象に行った調査では、19人中18人は自らが率いる州防衛軍が「組織化された民兵」の一部かつ軍法に従属すると考え、18人中14人は州防衛軍隊員が「軍人」であると考え、18人中14人は州防衛軍隊員が交戦法規上の「合法的戦闘員」であると考え、19人中4人のみが州防衛軍における銃器を用いた訓練を許可していた。監察総監室が受けた報告によれば、州防衛軍が実施した任務のほとんどが本質的に非軍事的活動であり、小規模な捜索救助、防災、その他の非武装国土安全保障関連活動などであった。
2015年4月28日、南西部州で連邦軍が実施したジェイド・ヘルム15演習に関連して市民の間に広まった懸念と混乱に対し、テキサス州知事グレッグ・アボットはテキサス州防衛隊の召集を行い、演習の監視に加え、演習に参加する連邦軍特殊部隊と州当局の連絡の確保を行わせた。
2003年、アメリカ陸軍大学校による学術誌『Parameters』にて、「北方軍（NORTHCOM）は将来的な緊急時計画の立案において、州防衛軍を国土安全保障上必要な能力を発揮しうるものとするべきだ」とする記事を掲載した。ただし、その後の10年間において、この記事に従うような動きは見られなかった。
州防衛軍の改善が求められ始めた1990年初頭以来、議会ではいくつかの関連法案が不成立に終わっている。例えば、2009年にジョー・ウィルソン下院議員が提出したH.R. 206法案は、国防長官に対し連邦軍の余剰物資を州防衛軍に供給する権限を与えるものだった。ジム・マーシャルやフランク・ウルフらが共同提案者となった。議会は閉会までに採決を行わなかった。
近年、州防衛軍では将来的な任務に備えるべく、隊員の能力改善や他機関との協同体制の確立といった動きに重点を置いている。2015年7月、バージニア防衛軍は初めて州間合同通信演習を実施した。この演習にはバージニア防衛軍のほか、テネシー州防衛隊、インディアナ防衛予備隊、テキサス州防衛隊、カリフォルニア州軍予備隊が参加した。
防衛軍協会では、能力向上に向けて各州防衛軍間での能力要件や訓練の標準化といった試みを行っている。そのほか、陸軍法務学校（JAG Academy）における軍事緊急対処訓練プログラムの実施、工兵技能章（Engineer Specialty Qualification Badge）の制定が行われており、将来的には医務関連教育の実施も検討されている。
各州防衛軍自体でも能力向上の試みが行われてきた。2017年3月、カリフォルニア州軍予備隊は海上部隊を発足させた。この部隊は沿岸警備補助隊やカリフォルニア州魚類野生生物局、カリフォルニア州運輸局などの機関と協同で国土安全保障関連任務を実施することを想定している。同じく2017年3月、メリーランド防衛軍の大規模な再編が行われた。従来のトップヘビーな組織構造を改め、職務内容の整理と共に将校定員が削減された。メリーランド緊急事態管理局（Maryland Emergency Management Agency, MEMA）支援隊やサイバー部隊なども新設された。隊員の入隊要件も改められ、年齢、身長、体重に関する審査が厳格化したほか、防衛軍協会が定めた軍事緊急対処特技章の習得が義務付けられた。こうした改革は、「作戦行動時における州兵とのシームレスな合流」を目的に行われた。
2020年初頭、COVID-19の感染拡大に対応するため、いくつかの州防衛軍組織が活性化された。2020年4月の時点で、アラスカ州防衛軍、カリフォルニア州防衛隊、コネチカット州知事衛兵隊、ジョージア州防衛軍、インディアナ防衛予備隊、メリーランド防衛軍、ニューヨーク防衛隊、オハイオ軍予備隊、サウスカロライナ州防衛隊、テネシー州防衛隊、テキサス州防衛隊、バージニア州防衛軍といった州防衛軍組織が、各州における感染拡大への対応任務に従事している。

## 活動中の州防衛軍
現在、20の州防衛軍、5の海軍民兵が活動している

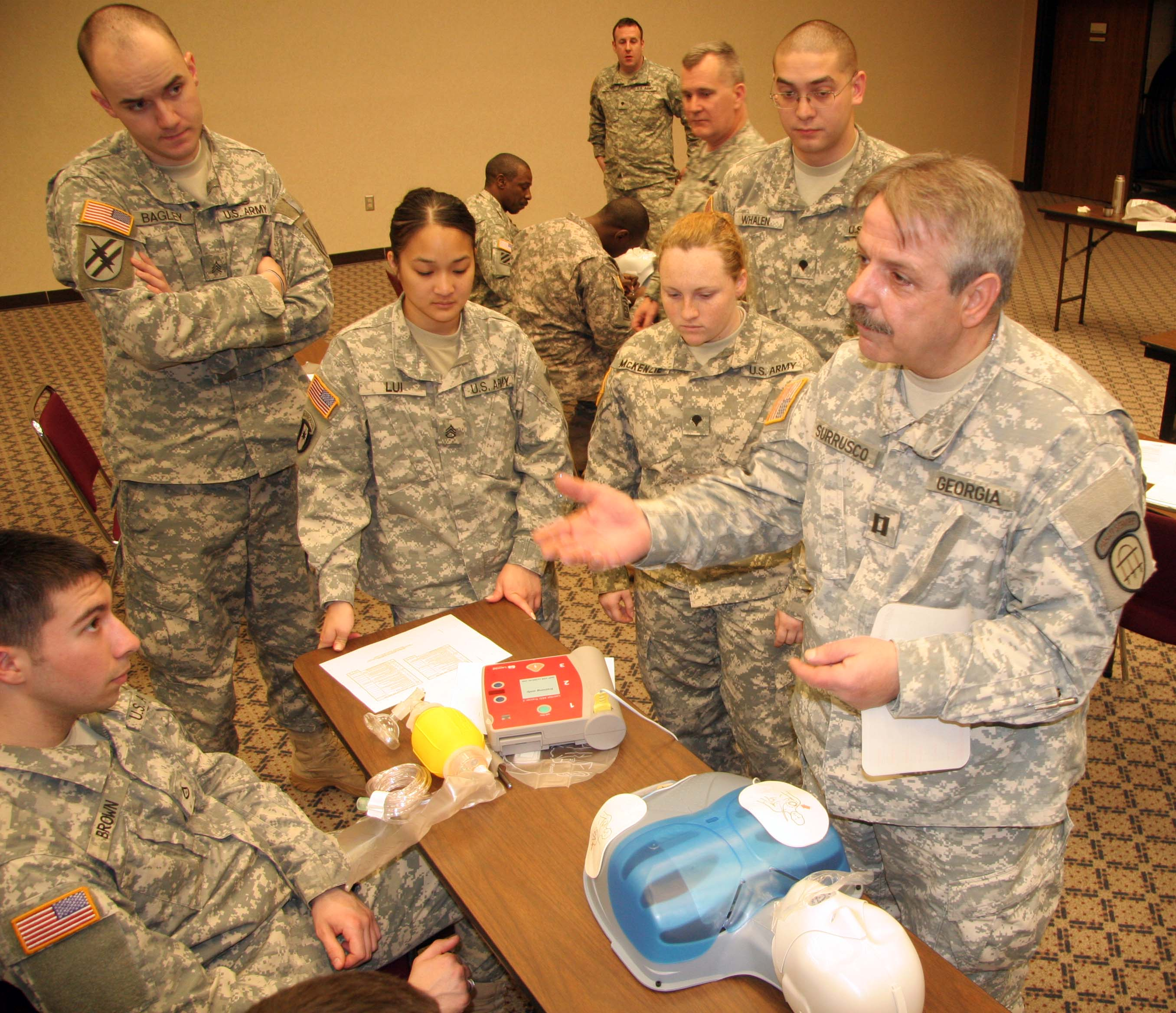
ジョージア陸軍州兵の衛生兵に対してCPR/AEDの講習を行うジョージア州防衛軍将校
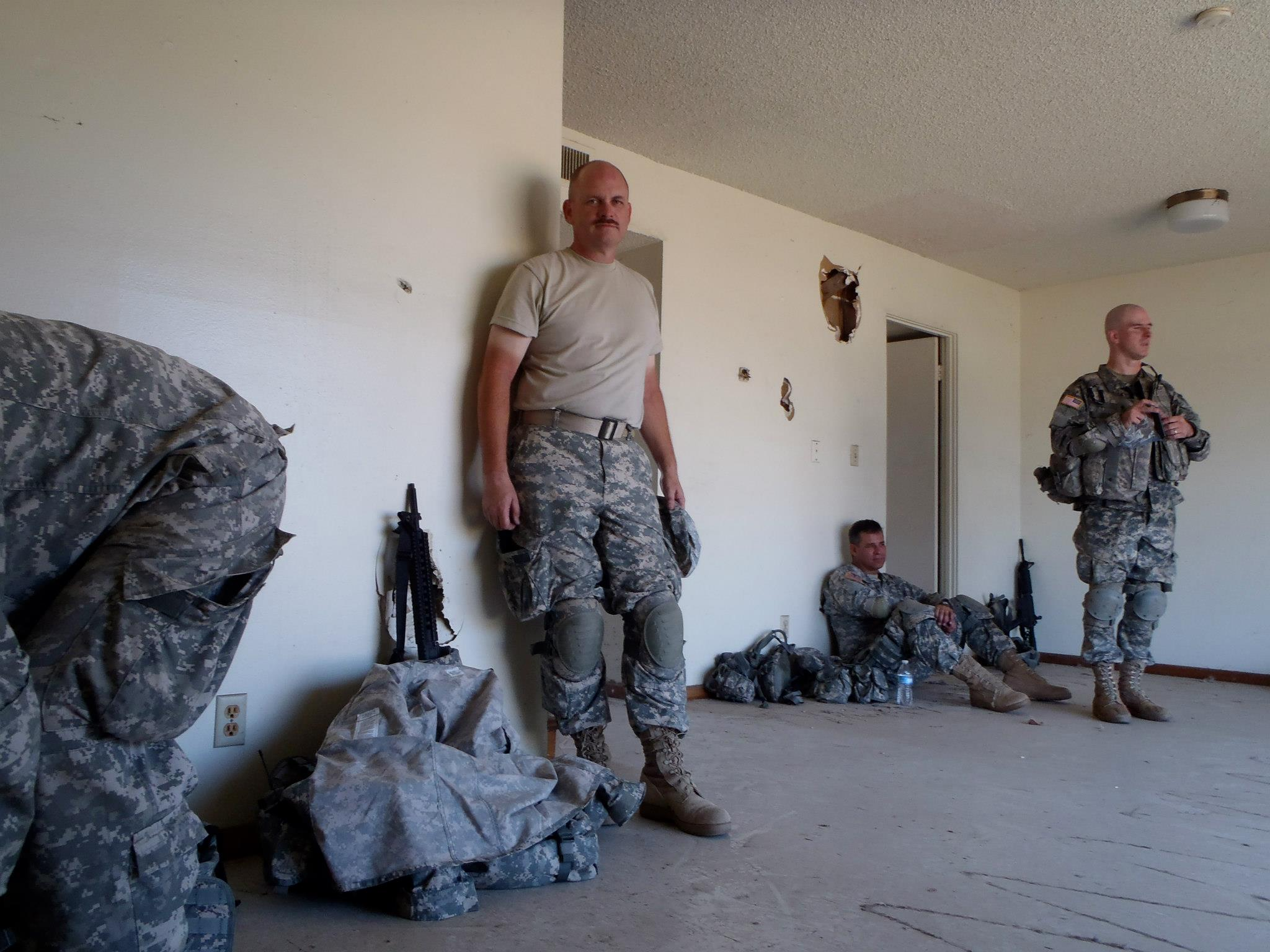
年次訓練に参加したカリフォルニア州軍予備隊隊員
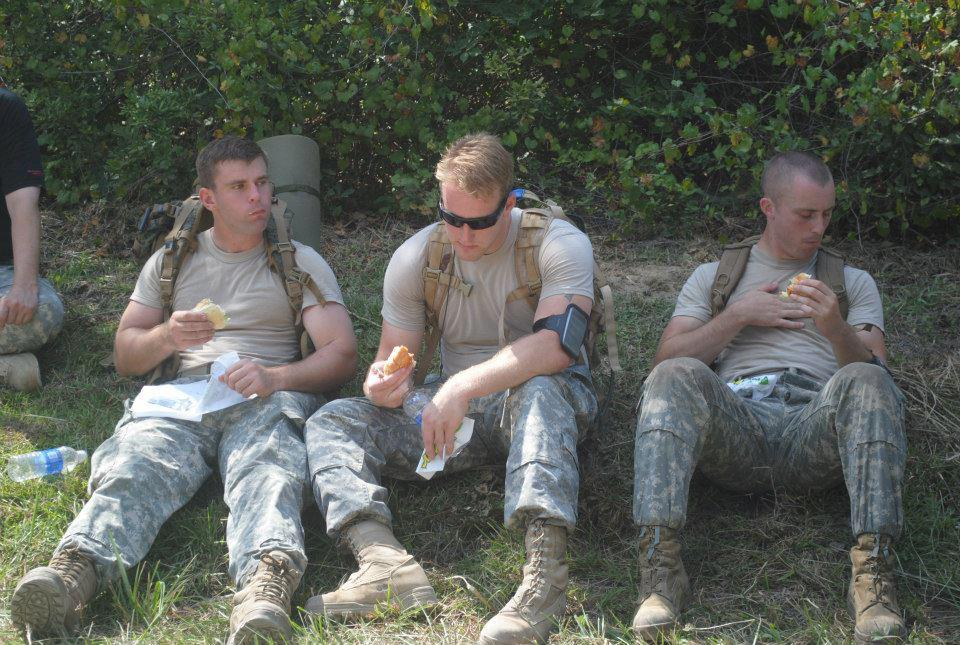
訓練中のサウスカロライナ州防衛隊隊員
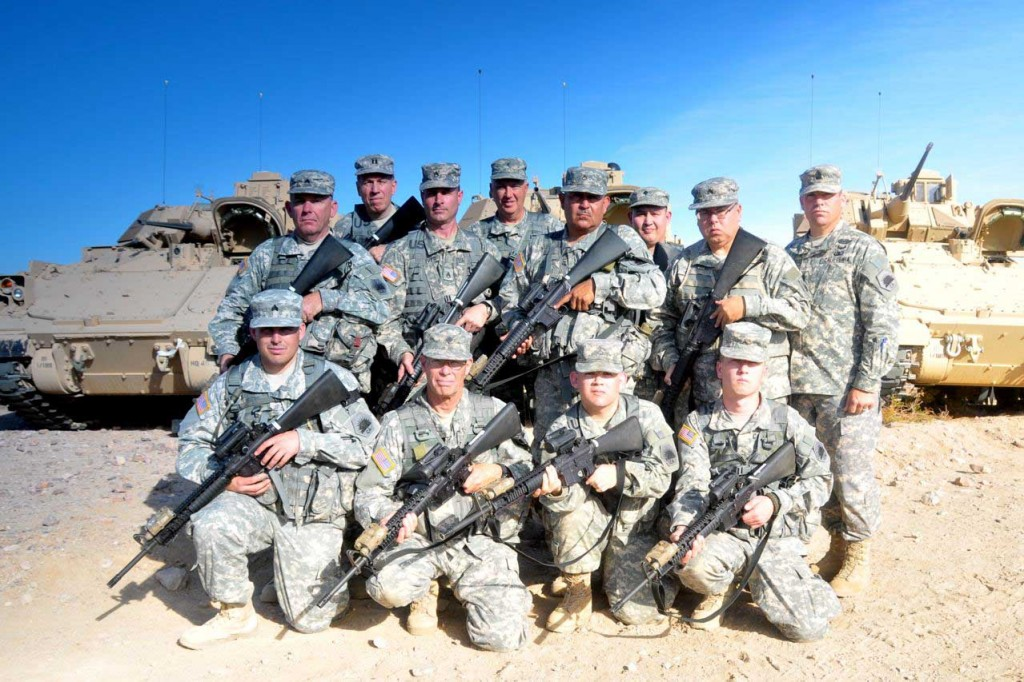
警備訓練に参加したカリフォルニア州軍予備隊隊員
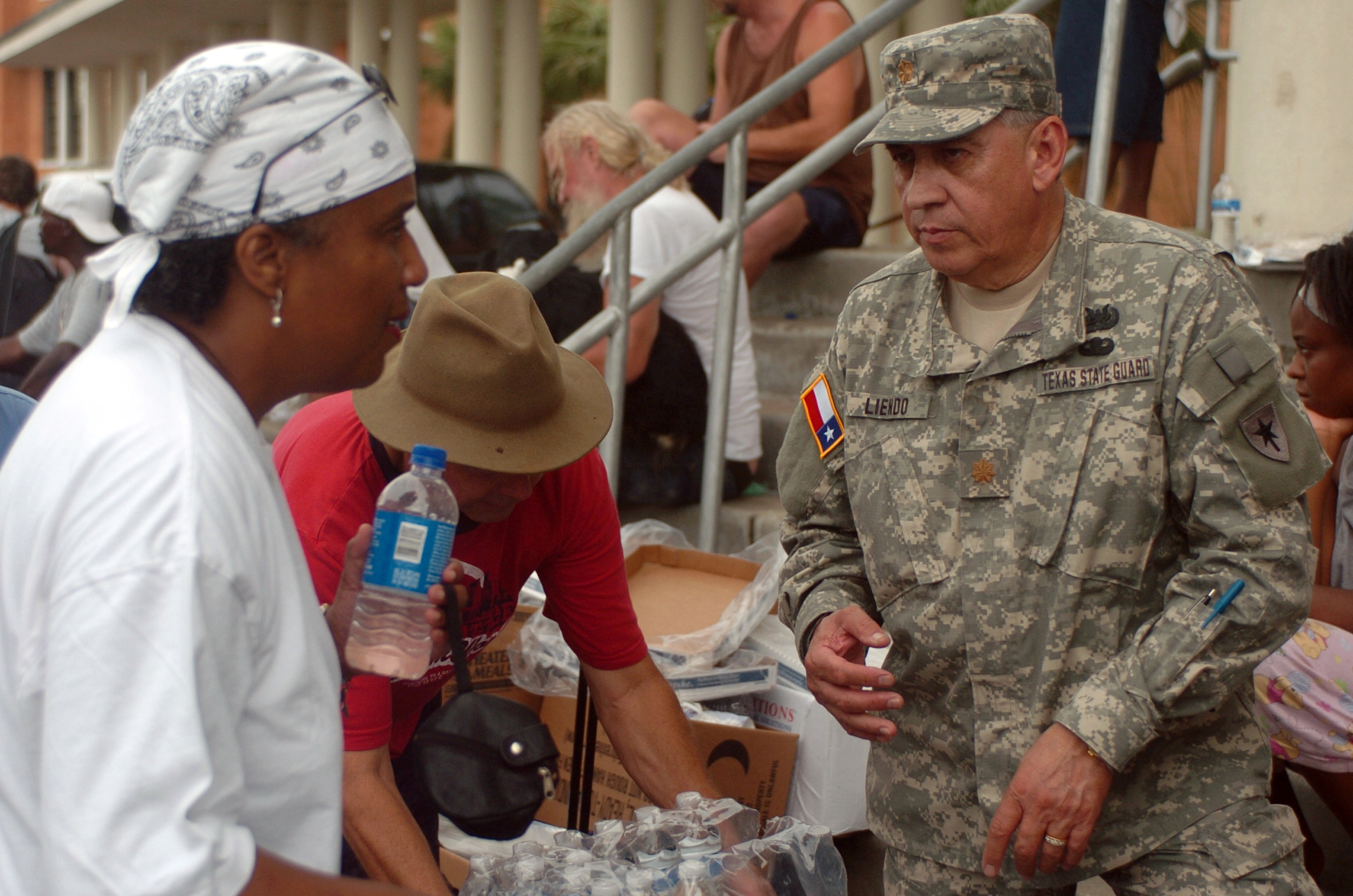
活動中のテキサス州防衛隊医務旅団の隊員
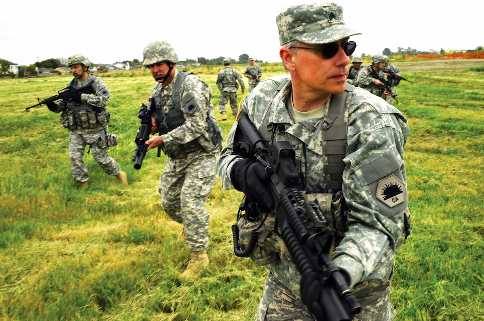
分隊訓練中のカリフォルニア州軍予備隊隊員
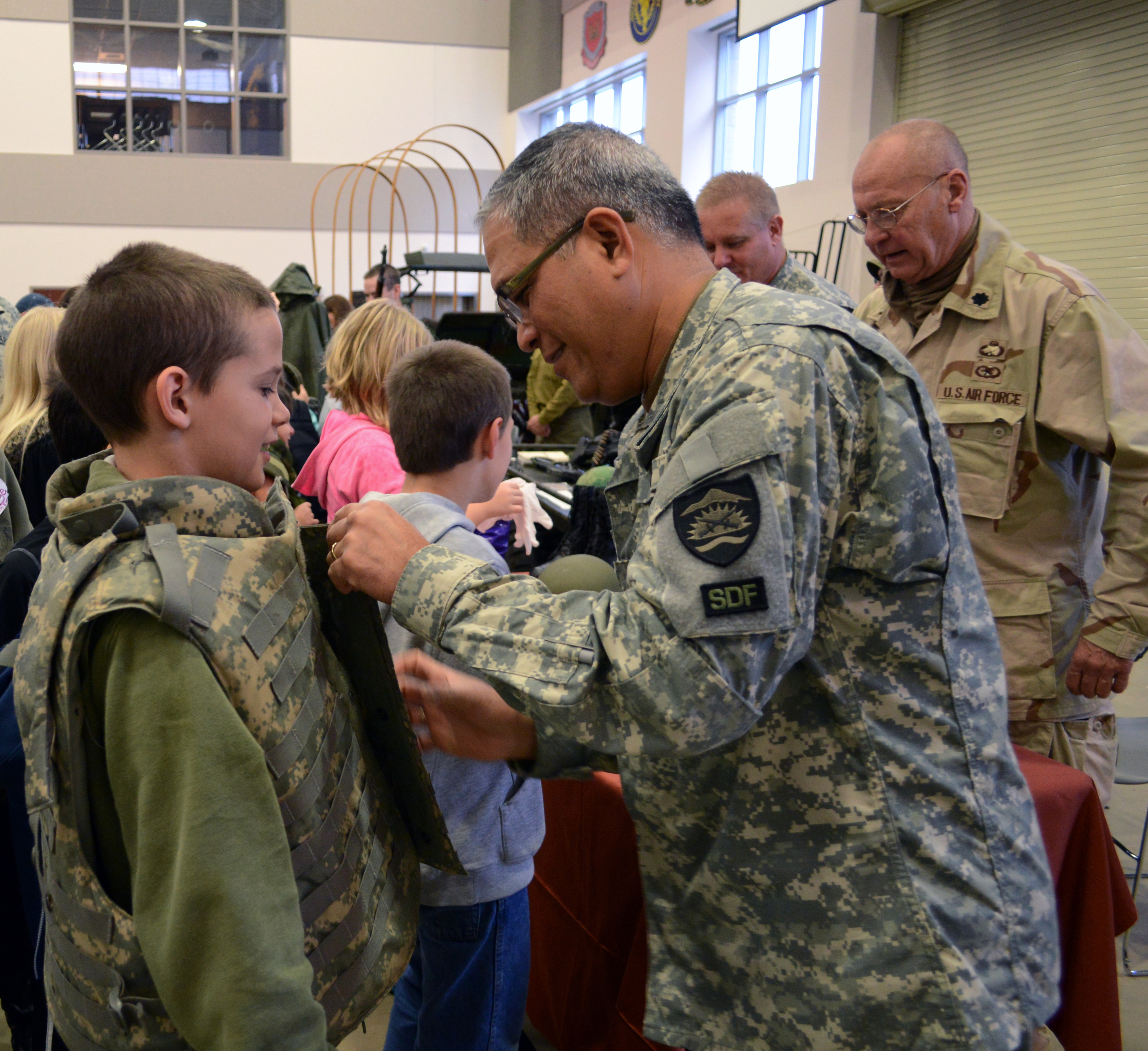
復員軍人の日に催された一般公開において、子供のボディアーマー着用を手助けするオレゴン州防衛軍隊員
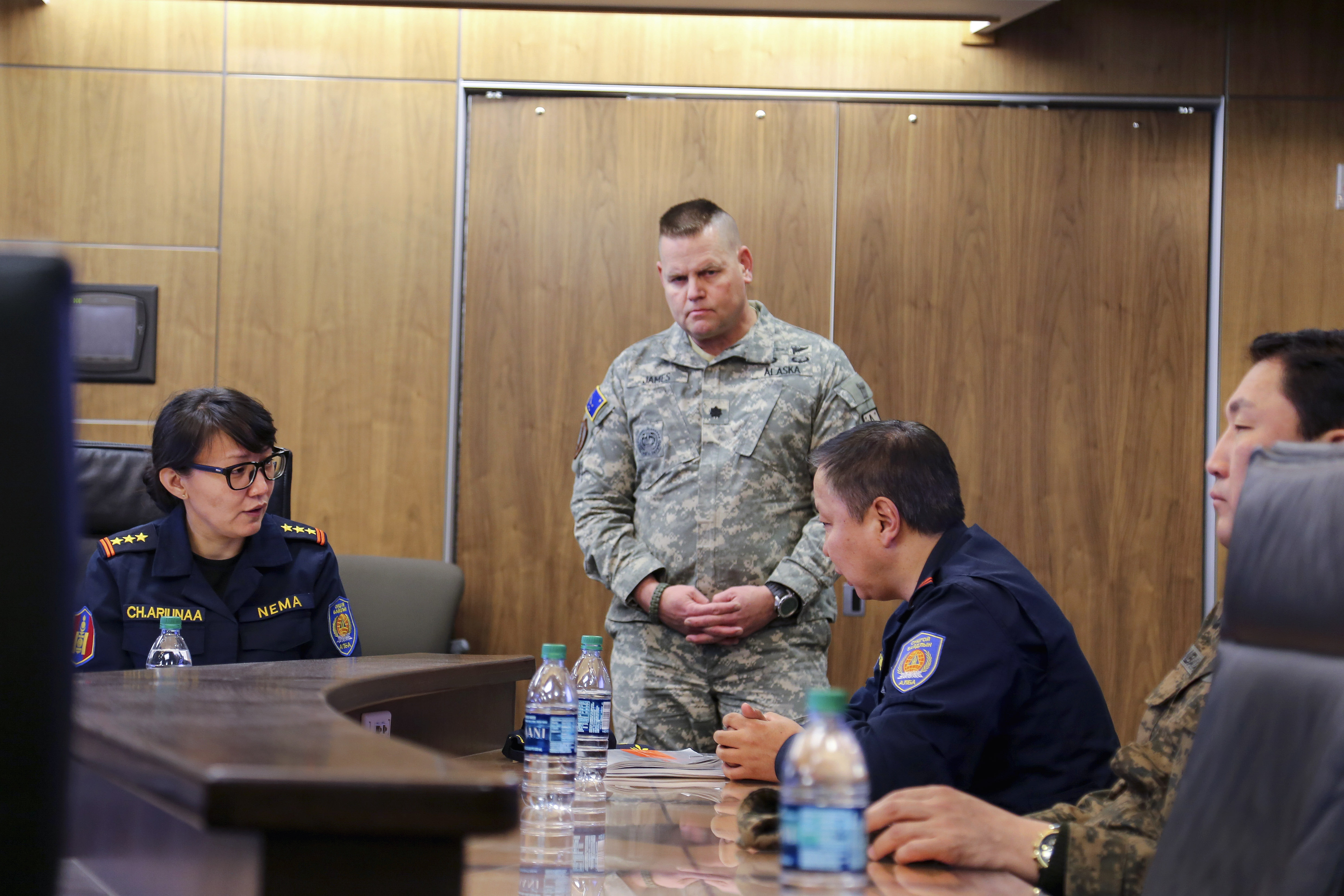
モンゴル防災庁の職員に対し講習を行うアラスカ州防衛軍将校
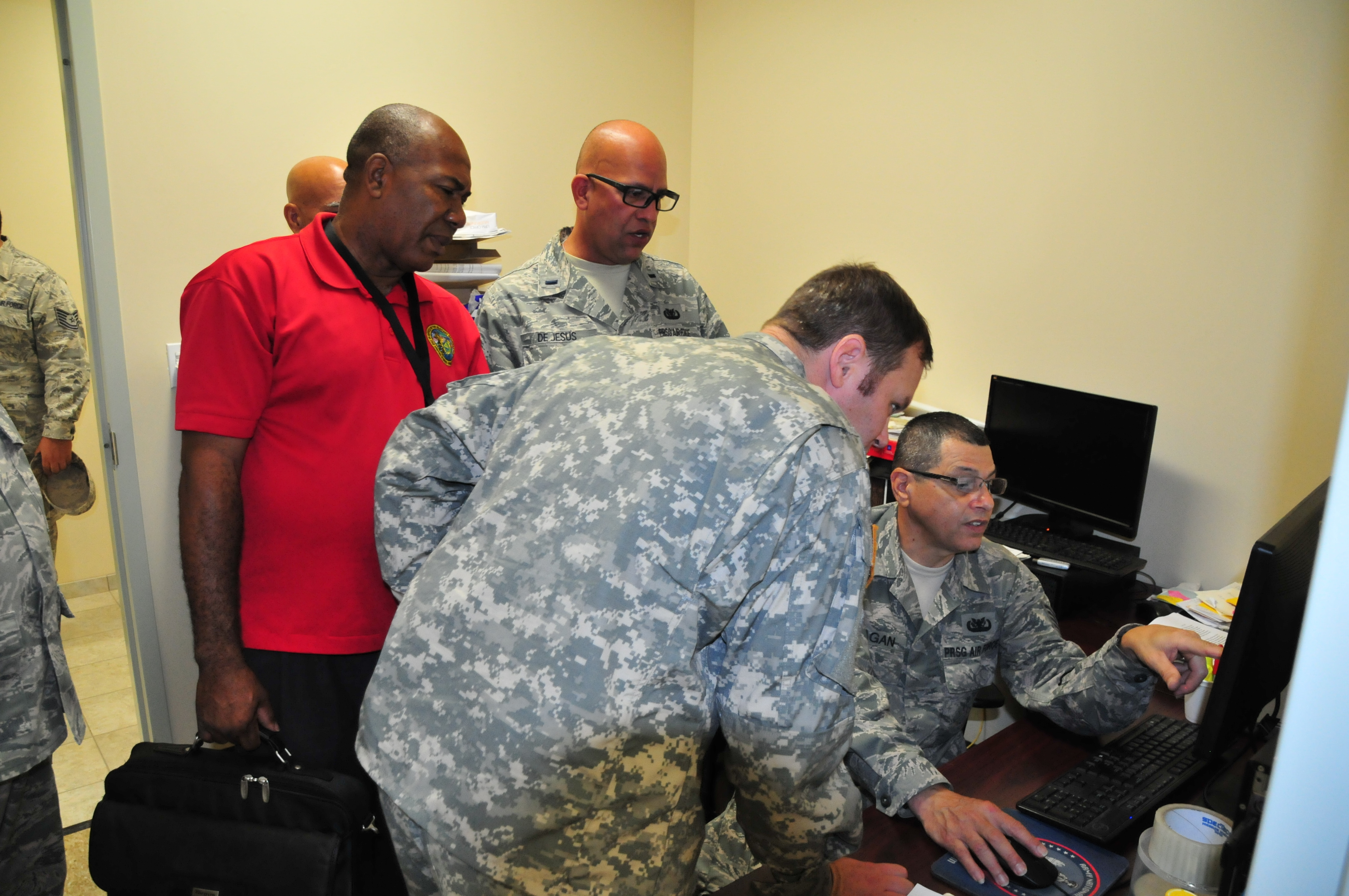
州兵施設の見学に訪れたプエルトリコ州防衛隊隊員

| 州                       | 状況                             | 陸軍                         | 海軍                           | 空軍   | 関連州法      | 武器使用訓練                                   |
| ------------------------ | -------------------------------- | ---------------------------- | ------------------------------ | ------ | ------------- | ---------------------------------------------- |
| アラバマ州               | 非活性                           | アラバマ州防衛軍             |                                |        | [ 45 ]        | 無し                                           |
| アラスカ州               | 活動中                           | アラスカ州防衛軍             | アラスカ海軍民兵               |        | [ 48 ]        | 実施                                           |
| アメリカ領サモア         | 合衆国法典第32編のもと認可されず |                              |                                |        |               |                                                |
| アリゾナ州               | 非活性                           | アリゾナ州防衛隊             |                                |        | [ 49 ]        |                                                |
| アーカンソー州           | 非活性                           | アーカンソー州防衛隊         |                                |        | [ 50 ]        |                                                |
| カリフォルニア州         | 活動中                           | カリフォルニア州防衛隊       | カリフォルニア州防衛隊水上部隊 |        | [ 54 ]        | 実施                                           |
| コロラド州               | 未設置*                          | コロラド州防衛軍             |                                |        | [ 55 ]        |                                                |
| コネチカット州           | 儀礼目的                         | コネチカット州民兵           | コネチカット海軍民兵（非活性） |        | [ 57 ]        | 実施                                           |
| デラウェア州             | 非活性                           | デラウェア州防衛隊           |                                |        | [ 58 ]        |                                                |
| コロンビア特別区         | 未設置                           | コロンビア特別区予備隊       | コロンビア特別区海軍大隊       |        | [ 59 ] [ 60 ] |                                                |
| フロリダ州               | 活動中                           | フロリダ州防衛隊             | フロリダ海軍民兵（非活性）     |        | [ 61 ]        | 実施（一部）                                   |
| ジョージア州             | 活動中                           | ジョージア州防衛軍           | ジョージア海軍民兵（非活性）   |        | [ 64 ]        | 実施（一部）                                   |
| グアム                   | 非活性化                         | グアム民兵隊                 |                                |        | [ 66 ]        |                                                |
| ハワイ                   | 非活性                           | ハワイ準州防衛隊             |                                |        | [ 67 ]        |                                                |
| アイダホ州               | 非活性                           | アイダホ州防衛隊             |                                |        | [ 68 ]        |                                                |
| イリノイ州               | 非活性                           | イリノイ州防衛隊             | イリノイ海軍民兵               |        | [ 71 ]        | 無し                                           |
| インディアナ州           | 活動中                           | インディアナ防衛予備隊       | インディアナ海軍民兵（非活性） |        | [ 73 ]        | 実施                                           |
| アイオワ州               | 非活性                           | アイオワ州防衛隊             |                                |        | [ 74 ]        |                                                |
| カンザス州               | 非活性                           | カンザス州防衛隊             |                                |        | [ 75 ]        |                                                |
| ケンタッキー州           | 非活性                           | ケンタッキー現役民兵         |                                |        | [ 76 ]        |                                                |
| ルイジアナ州             | 活動中                           | ルイジアナ州防衛隊           | ルイジアナ海軍民兵             |        | [ 77 ]        |                                                |
| メイン州                 | 非活性                           | メイン州防衛隊               |                                |        | [ 78 ]        |                                                |
| メリーランド州           | 活動中                           | メリーランド防衛軍           | メリーランド海軍民兵（非活性） |        | [ 80 ]        | 無し                                           |
| マサチューセッツ州       | 非活性                           | マサチューセッツ州防衛軍     | マサチューセッツ海軍民兵       |        | [ 82 ]        | 現在無し                                       |
| マサチューセッツ州       | 儀礼目的                         | ナショナル・ランサーズ       |                                |        | [ 83 ]        |                                                |
| ミシガン州               | 活動中                           | ミシガン防衛軍               |                                |        | [ 85 ]        |                                                |
| ミネソタ州               | 非活性                           | ミネソタ州防衛隊             | ミネソタ海軍民兵               |        | [ 86 ]        |                                                |
| ミシシッピ州             | 活動中                           | ミシシッピ州防衛隊           |                                |        | [ 88 ]        | 実施（模擬）                                   |
| ミズーリ州               | 活動中                           | ミズーリ州防衛軍             |                                |        | [ 89 ]        |                                                |
| モンタナ州               | 未設置                           |                              |                                |        | [ 90 ]        |                                                |
| ネブラスカ州             | 非活性                           | ネブラスカ州防衛隊           |                                |        | [ 91 ]        |                                                |
| ネバダ州                 | 未設置                           |                              |                                |        | [ 92 ]        | ?                                              |
| ニューハンプシャー州     | 非活性                           | ニューハンプシャー州防衛隊   |                                |        | [ 93 ]        |                                                |
| ニュージャージー州       | 非活性                           | ニュージャージー州防衛隊     | ニュージャージー海軍民兵       |        | [ 95 ]        |                                                |
| ニューメキシコ州         | 活動中                           | ニューメキシコ州防衛軍       |                                |        | [ 97 ]        |                                                |
| ニューヨーク州           | 活動中                           | ニューヨーク防衛隊           | ニューヨーク海軍民兵           |        | [ 100 ]       | 競技会のみ                                     |
| ノースカロライナ州       | 非活性                           | ノースカロライナ州防衛民兵   | ノースカロライナ海軍民兵       |        | [ 102 ]       |                                                |
| ノースダコタ州           | 未設置                           |                              |                                |        | [ 103 ]       |                                                |
| 北マリアナ諸島           | 合衆国法典第32編のもと認可されず |                              |                                |        |               |                                                |
| オハイオ州               | 活動中                           | オハイオ軍予備隊             | オハイオ海軍民兵               |        | [ 105 ]       | 儀仗隊のみ                                     |
| オクラホマ州             | 非活性                           | オクラホマ州防衛隊           |                                |        | [ 106 ]       |                                                |
| オレゴン州               | 活動中                           | オレゴン市民防衛軍           |                                |        | [ 108 ]       |                                                |
| ペンシルベニア州         | 非活性                           | ペンシルベニア州防衛隊       |                                |        | [ 109 ]       |                                                |
| プエルトリコ州           | 活動中                           | プエルトリコ州防衛隊         |                                | 存在   | [ 111 ]       | 実施                                           |
| ロードアイランド州       | 非活性                           | ロードアイランド州防衛隊     | ロードアイランド海軍民兵       |        | [ 112 ]       |                                                |
| ロードアイランド州       | 儀礼目的                         | ロードアイランド独立軍事組織 | プロビデンス海軍大隊（非活性） |        | [ 113 ]       |                                                |
| サウスカロライナ州       | 活動中                           | サウスカロライナ州防衛隊     | サウスカロライナ海軍民兵       |        | [ 115 ]       | 実施                                           |
| サウスダコタ州           | 非活性                           | サウスダコタ州防衛隊         |                                |        | [ 116 ]       |                                                |
| テネシー州               | 活動中                           | テネシー州防衛隊             |                                |        | [ 118 ]       | 憲兵部隊での勤務には射撃資格の認定が求められる |
| テキサス州               | 活動中                           | テキサス州防衛隊             |                                | 無し   | [ 120 ]       | 実施（一部）                                   |
| アメリカ領ヴァージン諸島 | 未設置                           |                              |                                |        | [ 122 ]       |                                                |
| ユタ州                   | 非活性                           | ユタ州防衛軍                 |                                |        | [ 123 ]       |                                                |
| バーモント州             | 活動中                           | バーモント州防衛隊           |                                | 存在   | [ 125 ]       | 実施（競技会のみ）                             |
| バージニア州             | 活動中                           | バージニア州防衛軍           | 州防衛軍河川分遣隊（解散済）   | 非活性 | [ 128 ]       | 無し                                           |
| ワシントン州             | 活動中                           | ワシントン州防衛隊           |                                |        | [ 130 ]       | 現在無し                                       |
| ウェストバージニア州     | 未設置                           |                              |                                |        | [ 131 ]       |                                                |
| ウィスコンシン州         | 非活性                           | ウィスコンシン州防衛軍       | ウィスコンシン海軍民兵         |        | [ 132 ]       |                                                |
| ワイオミング州           | 未設置                           |                              |                                |        | [ 133 ]       |                                                |

* 現在のコロラド州に活動可能な州防衛軍は存在しないが、知事に任命された担当者1名が勤務する州防衛軍が形式的に存続している。

## 編成

### 人員、訓練
入隊要件は組織によって大幅に異なる。連邦軍よりも緩和された基準を採用している州防衛軍もあれば、州兵組織との連携、あるいは州間・省庁間の合同任務を重視し、連邦軍と同等の厳しい基準を採用している州防衛軍（あるいは特定の部隊）もある。

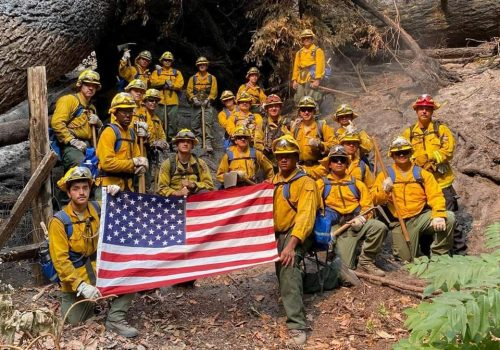
2020年カリフォルニア州山火事の際、カリフォルニア州防衛隊のフォスター大尉の指揮下で消火活動にあたった州防衛隊・州兵合同部隊

例えば、カリフォルニア州防衛隊では入隊前の体力テストは行われず、体重や身長の制限も連邦軍ほど厳しくはないが、緊急対応コマンドおよび水上部隊で消防、捜索救助、および海上捜索救助/潜水等の特定の任務に従事する隊員に対しては、厳しい体力テスト、背嚢を背負った状態での行軍訓練、様々な適性テストなどが別途義務付けられている。また、同州防衛隊の山火事消防員（wildland firefighters）は、全米山火事調整グループ（NWCG）が定めるレッドカード認定を受けた後、州兵の消防員と同様にカリフォルニア省庁間合同消防訓練プログラムを修了しなければならない。テキサス州防衛隊も入隊要件は最小限度だが、水上連隊の潜水および捜索救助班（Dive, Rescue, and Recovery Team）では、総合的な体力テストでの合格とテキサス州海事ダイバー学校（Texas Maritime Dive School）の卒業が追加の要件となっている。

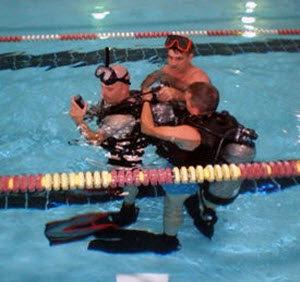
テキサス州防衛隊水上連隊潜水および捜索救助班の隊員ら

士官候補生学校は、各州の州兵総監および州軍務省によって管轄される。連邦政府および州政府から二重の任命を受ける州兵らとよく似ているが、各州軍法および合衆国法典第32編第109条に基づき、州防衛軍士官候補生学校の卒業者たる士官らは、各州政府からの任命のみを受ける。州軍組織（州防衛軍および州兵）の統合が進んでいる州では、士官候補生学校のカリキュラムも両組織でほぼ共通のものが採用されているが、州兵に対してのみ連邦政府の承認を受けるための追加の課程（FEDREC）が存在する。例えば、カリフォルニアではキャンプ・サン・ルイス・オビスポ内に州防衛隊と州兵の士官候補生学校がともに設置されており、州防衛隊の候補生は11-12ヶ月、州兵の候補生は16-18ヶ月の教育を受けることとされ、卒業式は合同で行われる。
防衛軍協会が定める軍事緊急対処特技章（MEMS章）は、多くの州防衛軍における標準的な訓練基準に採用されている。アラバマ、カリフォルニア、インディアナ、オハイオでは、隊員の昇進時の必須要件ともされている。MEMS章の取得のためにはオンラインでの通信教育や各州MEMS学校での講習が用意されている。これには連邦緊急事態管理庁など関連諸機関が提供する講座や地元での防災対処に焦点を絞った訓練・演習などが含まれる。
いくつかの州防衛軍では、連邦緊急事態管理庁市民部隊が提供する訓練を利用して地域危機緊急対応チーム（CERT）の編成を行っている。また、陸軍の方針に従い、CERT隊員にレンジャー・タブなどと同型の記章を与えている州もある。
医療予備部隊を編成に加えている州防衛軍もある。ニューメキシコ州防衛軍隷下の第47医務中隊、メリーランド防衛軍隷下の第10医務連隊、テキサス州防衛隊隷下の医務旅団などは、公衆衛生局長官のもと市民部隊が提供する訓練を受けた医療予備部隊であり、同時に州防衛軍の部隊としても存在している。
銃火器を用いた訓練を行っている州防衛軍も存在するものの、ほとんどの組織で重要視されていない。2006年に防衛軍協会の系列団体であるアメリカ自由基金（U.S. Freedom Foundation）が報告したところによれば、防衛軍協会が推奨する最低限の訓練水準には銃火器訓練も含まれているが、多くの組織で実施されていないとしている。また、州議会あるいは州知事の命令のもと出動する際、防衛軍隊員の武装を認める州法を有する州もある。

### 制服

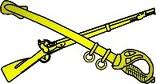
州防衛軍の兵科章

原則として、州防衛軍は連邦軍と同一の制服を着用し、記章類も連邦軍の同等組織に近いものを用いる。AR 670-1に基づき、アーミー・サービス・ユニフォーム（ASU）やバトル・ドレス・ユニフォーム（BDU）の着用時には赤い名札を用い、またACU野戦服およびBDU野戦服を着用する際、所属を示すテープにはU.S. Army（陸軍）ではなく各州防衛軍の名称が入れられる。兵科章は陸軍と同一のものが用いられるほか、マスケット銃と軍刀が交差する意匠の州防衛軍兵科章を用いる場合もある。

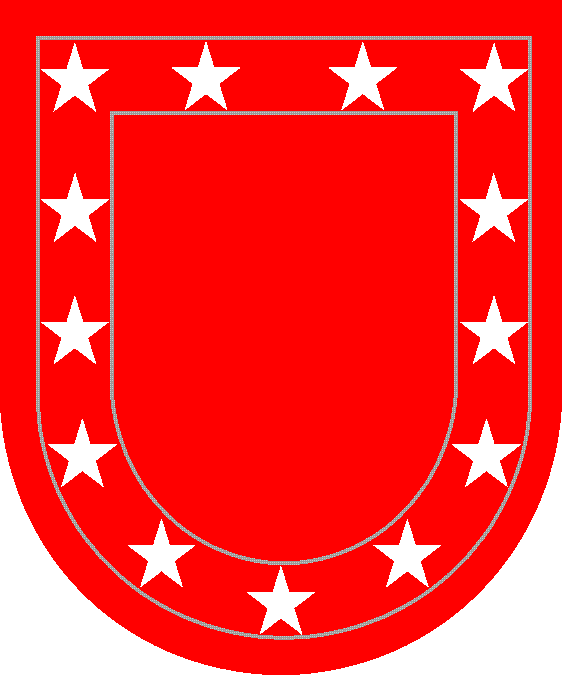
州防衛軍のベレーフラッシュ

ベレー帽着用時には、赤いベレーフラッシュ（帽章）を用いる州防衛軍もある。そのほか、州旗を元にしたベレーフラッシュが用いられることもある。
制服規定は州ごとに異なり、細部に差異がある。例えば、テキサス州防衛隊では陸軍用の標準的な迷彩野戦服を着用し、州防衛隊の記章を縫い付け、所属を示すテープにはTexas State Guardと書かれる。カリフォルニア州軍予備隊では、基本的に州兵組織と同様の制服類を着用するが、部隊章とベレーフラッシュは独自のもので、テープにはCaliforniaと書かれる。ゴアテックスジャケットなどの上着には、階級章の下にCAという記章が付けられる。ニューヨーク防衛隊でもこれと類似したパターンを用いる。連邦軍と共同で作業にあたることが多いジョージア州防衛軍ではACU野戦服を制服として採用しており、陸軍と同じ黒いベレー帽にはジョージア州防衛軍を示す赤いベレーフラッシュを取り付ける。また、所属を示すテープにはGeorgiaと書かれる。テネシー州防衛隊とアラバマ州防衛軍ではウッドランド迷彩を施されたBDU野戦服またはTRU（tactical response uniform）野戦服を着用する。TRUはACU野戦服とよく似た形状をしているが、混用は認められていない。アラバマ州防衛軍ではスタンダード・サービス・ユニフォーム（Standard Service Uniform）の一部として、青いタクティカルシャツとカーキのタクティカルパンツを採用している。
空海軍を有する州防衛軍では、アメリカ空軍やアメリカ海軍/海兵隊のものを元にした制服が採用されている。オハイオ州、アラスカ州、ニューヨーク州が制服を着用した海軍民兵を有する。カリフォルニア州、バーモント州、プエルトリコ州が空軍部隊を有する。かつてはインディアナ州にも防空予備隊（Air Guard Reserve）が存在した。いずれの組織においても、州兵総監が制服の規定に関する最終的な権限を有しているが、多くの州が連邦軍に倣った規定を採用している。

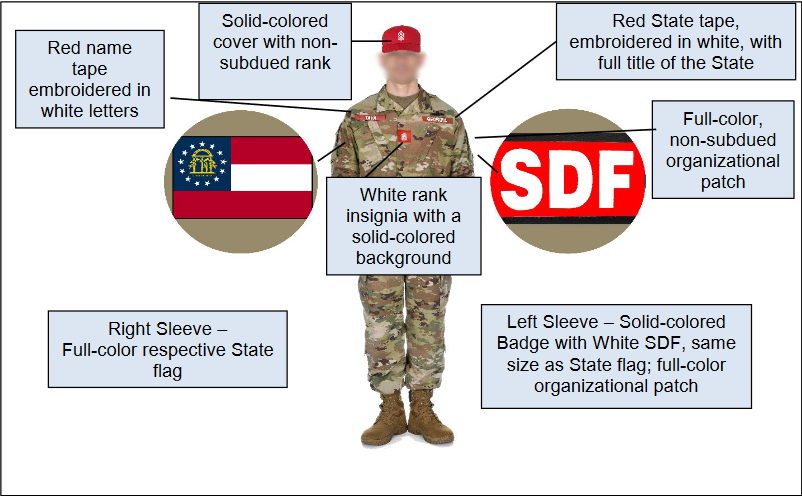
2024年3月の州兵総局長指令に基づく州防衛軍制服のガイドライン

2024年3月、更新された州兵総局長指令第5500.01A号「州兵と州防衛軍の相互関係」（National Guard Interaction with State Defense Forces）への署名が行われた。この指令においては、州防衛軍の制服として連邦軍と同じものを着用する際の要件が概説されており、各州の州兵総監が隷下の州防衛軍に対し適用する責任を負うものとされる。新要件では、赤地に白文字の名札テープ、赤地に白の階級章タブ、赤地に白の階級章入りの帽子、フルカラーの州旗章、フルカラーの部隊章、赤地に白文字でSDFと書かれた左肩のタブの着用が求められる。また、以前に連邦軍で取得した技能章の着用も禁じられる。例えば、かつて連邦軍で勤務し空挺徽章を取得した州防衛軍の隊員が、州防衛軍の制服にこの空挺徽章を取り付けることは出来なくなった。連邦軍以外から授与された勲章等の着用は引き続き認められる。このガイドラインは防衛軍協会を始めとする関連諸団体から、州防衛軍の正当性を貶め、民間人に混乱を引き起こすものと批判された。一方、州兵と州防衛軍の区別を明確にするために必要なものとして方針を支持する人々もいる。

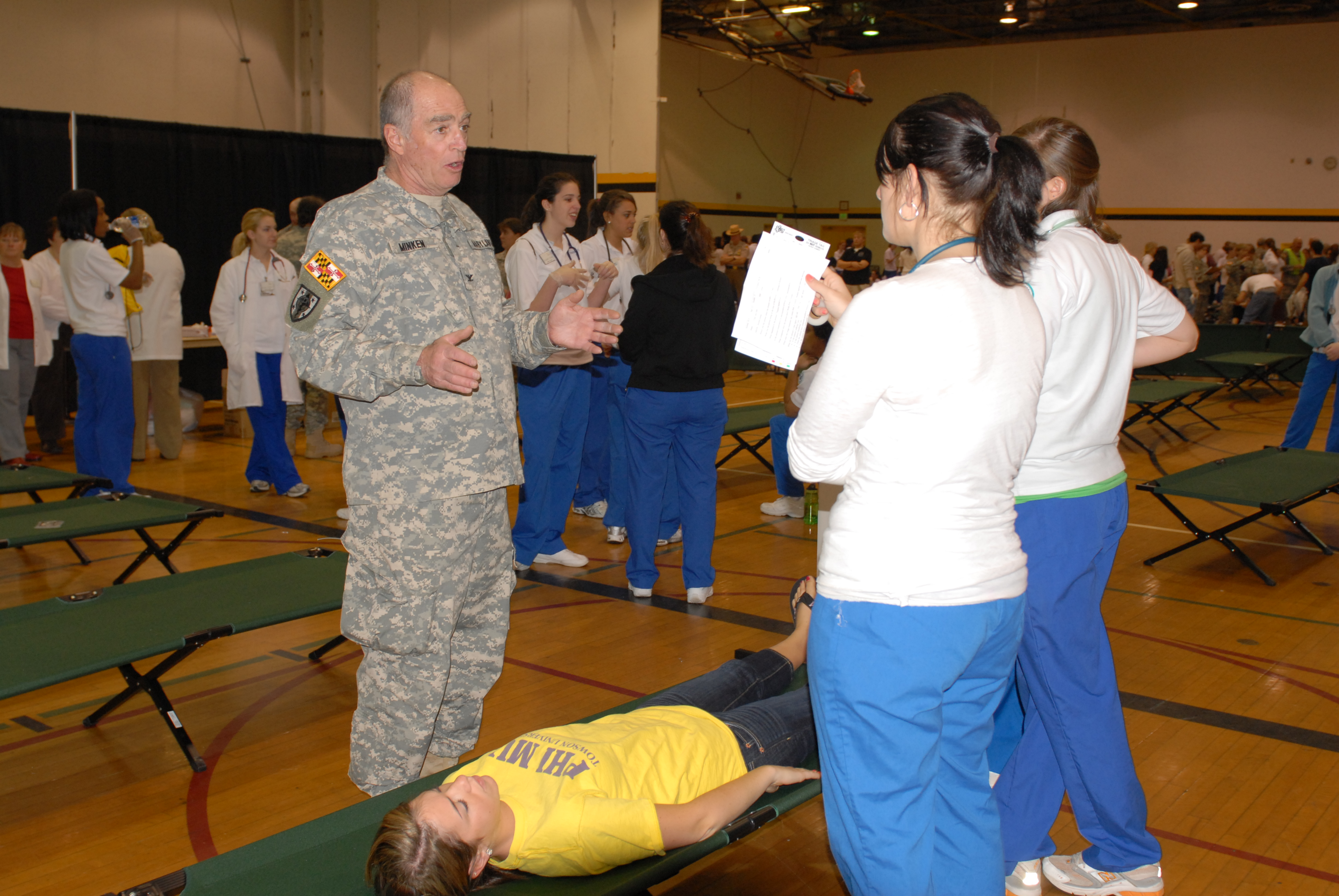
タウソン大学（英語版）にて実施された各省合同防災演習に参加したメリーランド防衛軍隊員（2007年）
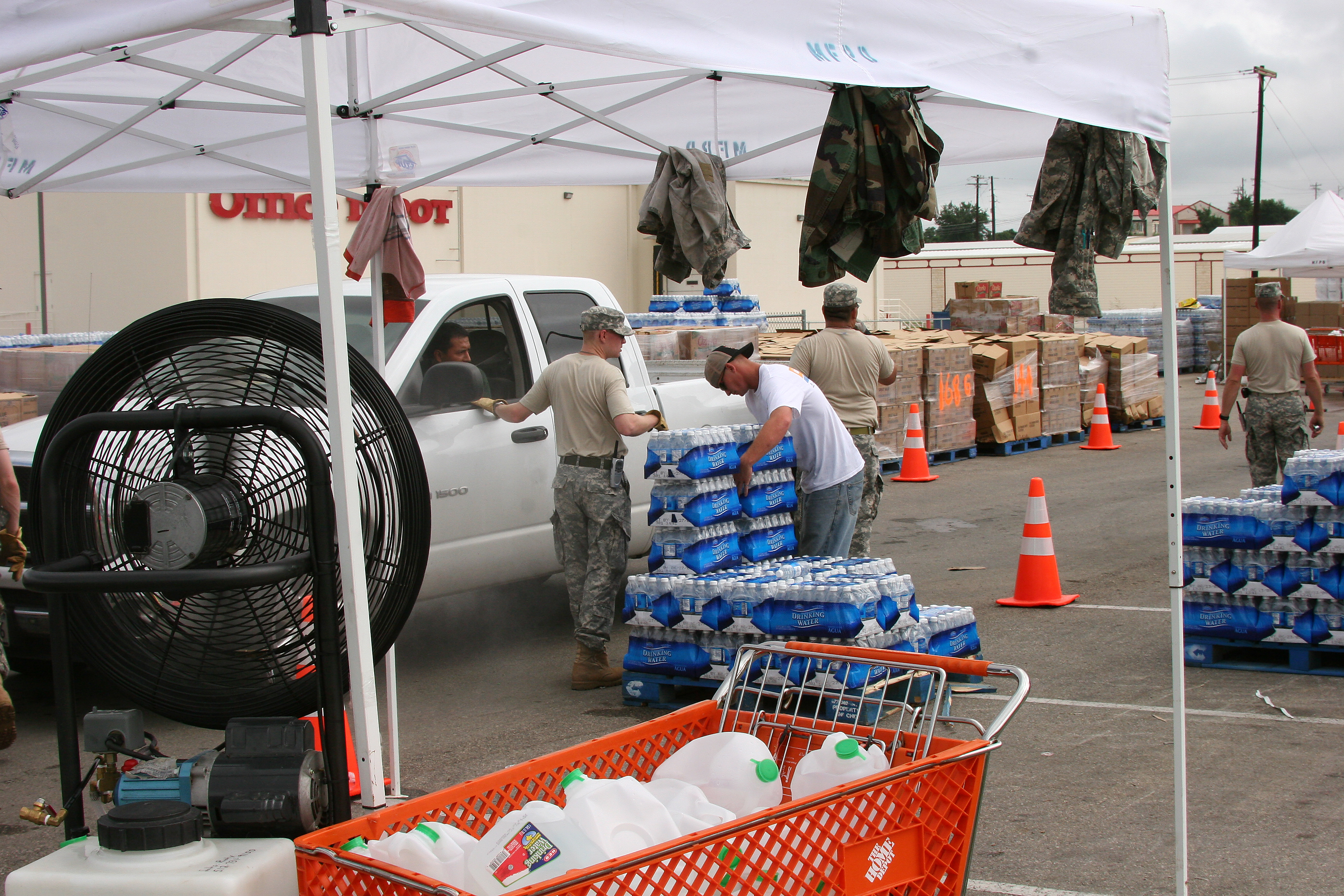
洪水によって水源地が汚染された際、無料飲料水の配布を行うテキサス防衛隊隊員（2007年）
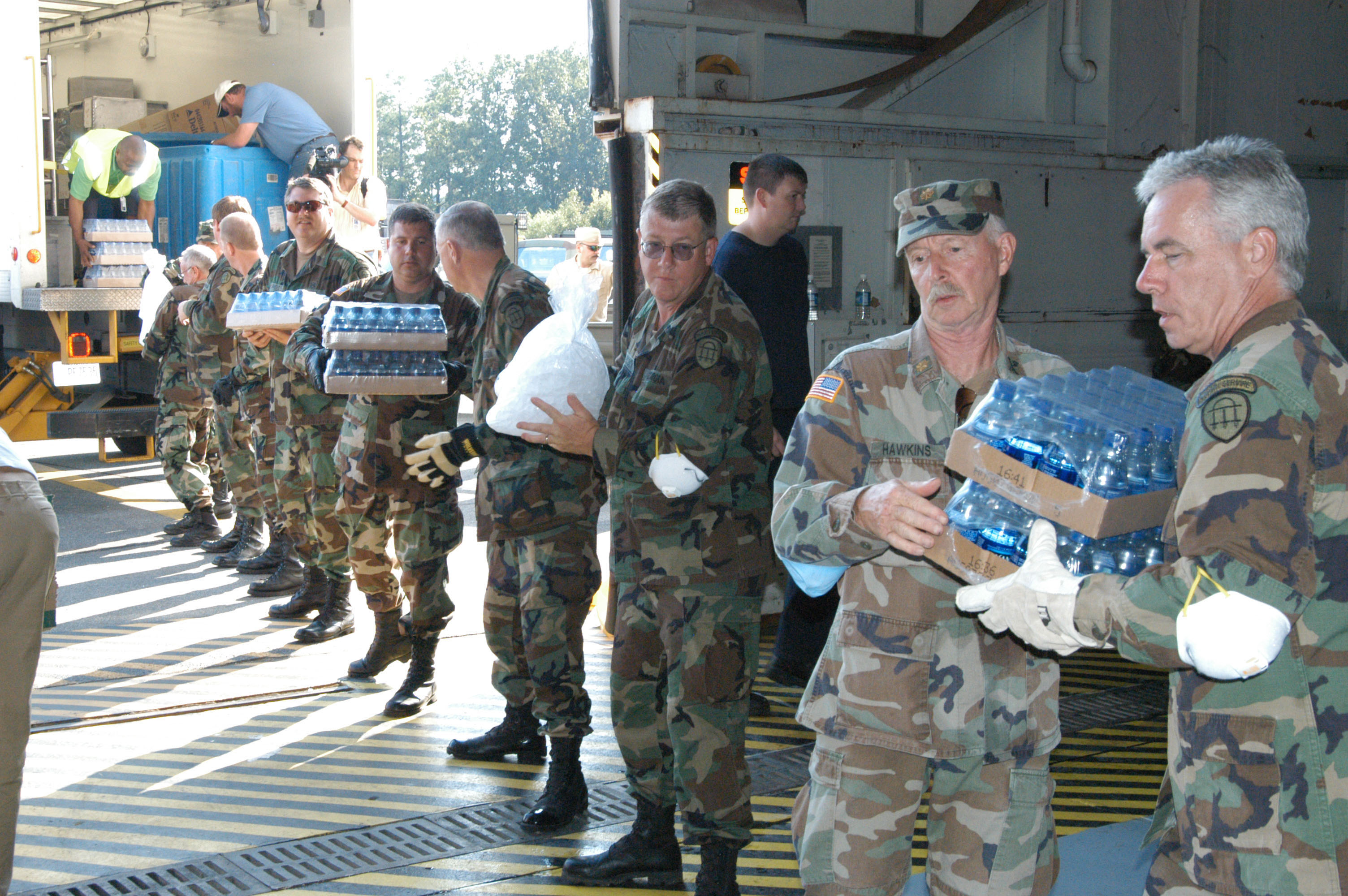
ハリケーン・カトリーナの被災者に対する救援活動に参加したジョージア州防衛軍隊員（2005年）
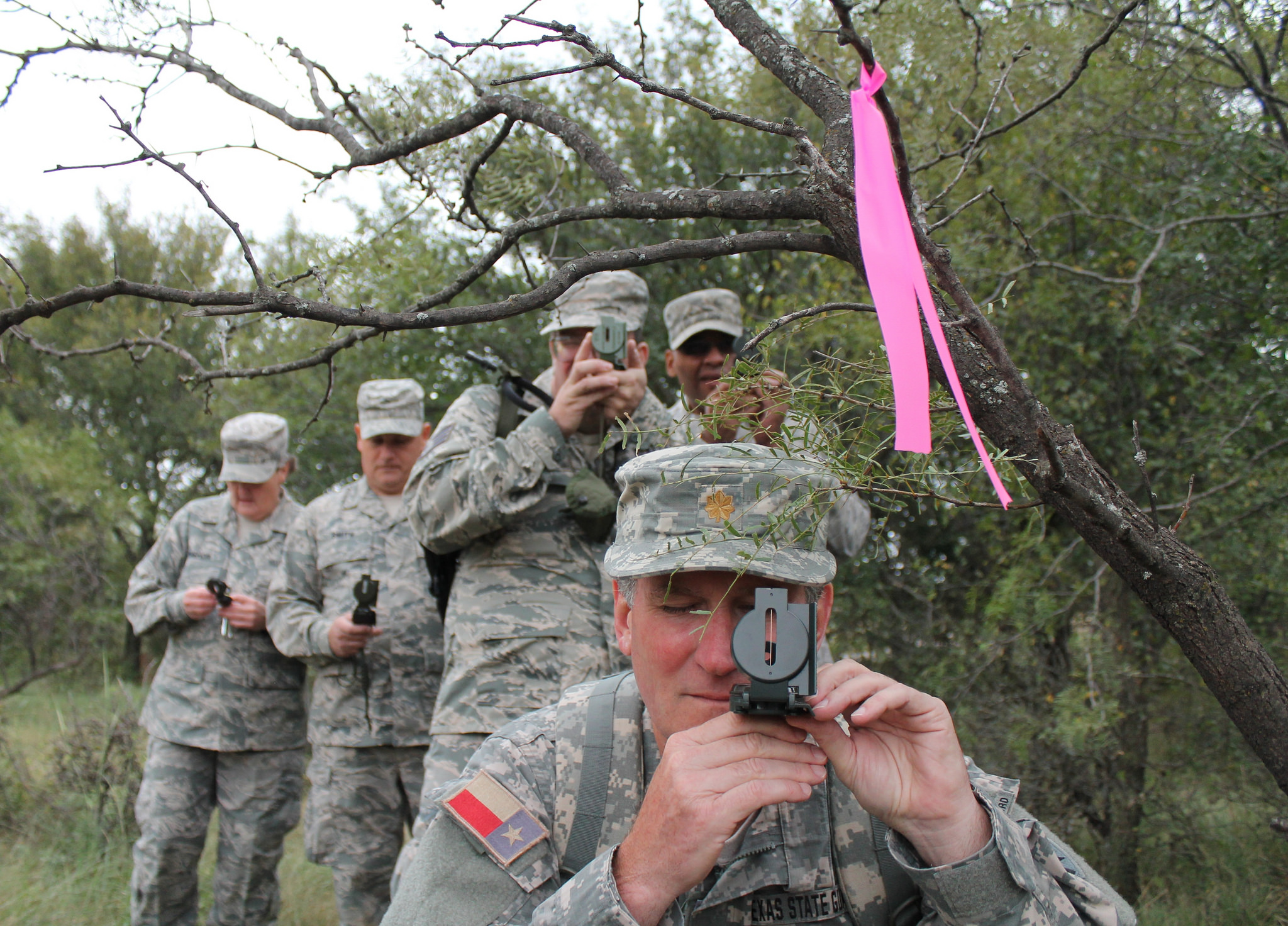
演習中のテキサス州防衛隊隊員（2014年）
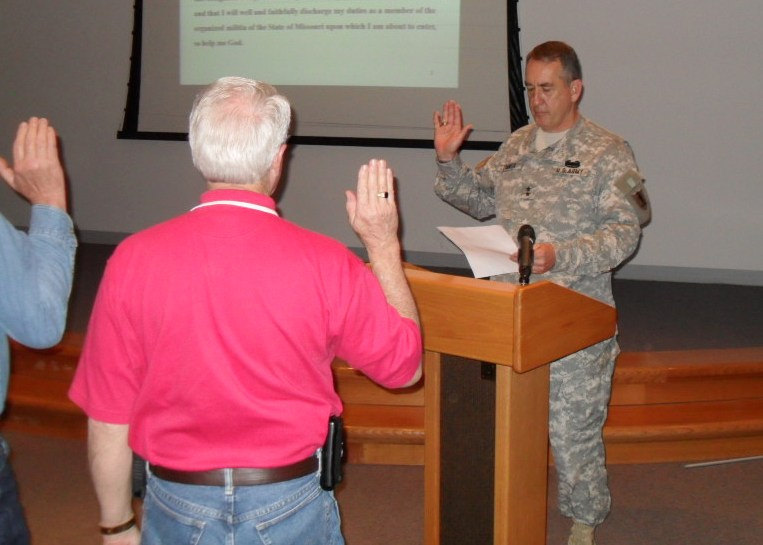
州兵総監に対し入隊宣誓を行うミズーリ州防衛軍の志願兵（2014年）
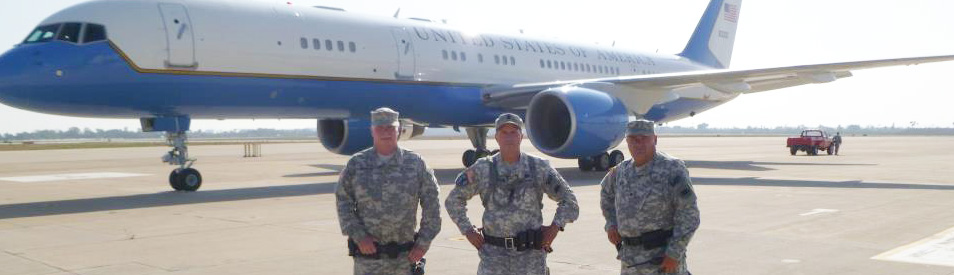
エアフォースツー（英語版）（副大統領専用機）の警備を行うカリフォルニア州軍予備隊隊員（2011年）

| 部隊                                     | 所属テープの文字         | 所属および名札テープの色        | 兵科章                                      | 帽子                                                                                   | 制服の種類                                                                     |
| ---------------------------------------- | ------------------------ | ------------------------------- | ------------------------------------------- | -------------------------------------------------------------------------------------- | ------------------------------------------------------------------------------ |
| アラバマ州防衛軍                         | ALABAMA                  | 赤地に白                        | 低視認色（Subdued）                         | 高視認色（unsubdued）帽章付きパトロールキャップ 帽章なし野球帽                         | BDUおよびTRU ネイビーブルーのタクティカルシャツ、カーキのタクティカルパンツ    |
| アラスカ州防衛軍                         | ALASKA                   | ACU地に黒                       | ACU地に黒                                   | ACUパトロールキャップ                                                                  | ACU、OCP（OCPはオプション品たる野戦服と位置づけられ、ACUが標準的な制服となる） |
| カリフォルニア州防衛隊                   | CALIFORNIA               | ACU地に黒 ABU地に青             | ACU地に黒                                   | ACUパトロールキャップ ベレーフラッシュ付の黒いベレー帽 ABUパトロールキャップ           | ACU ABU                                                                        |
| ジョージア州防衛軍                       | GEORGIA                  | OCP地に黒                       | OCP地に黒                                   | OCPパトロールキャップ 赤いベレーフラッシュ付きの黒いベレー帽（特別勤務時）             | OCP                                                                            |
| インディアナ防衛予備隊                   | INDIANA                  | ACU地に黒                       | ACU地に黒                                   | 黒いパトロールキャップ                                                                 | ACU                                                                            |
| メリーランド防衛軍                       | MARYLAND                 | ACU地に黒                       | ACU地に黒                                   | 後頭部に"Maryland"の文字が入ったACUパトロールキャップ ベレーフラッシュ付の黒いベレー帽 | ACU                                                                            |
| マサチューセッツ州防衛軍                 | Massachusetts            | ACU地に黒                       | ACU地に黒                                   | ACUパトロールキャップ                                                                  | ACU                                                                            |
| マサチューセッツ・ナショナル・ランサーズ | MASSACHUSETTS            | OCP地に黒                       | OCP地に黒                                   | OCPパトロールキャップおよび/またはピスヘルメット                                       | OCP、クラスA、クラスB、ランサーズの儀礼服                                      |
| ミシガン防衛軍                           | MICHIGAN                 | ACU地に黒                       | ACU地に黒                                   | ACUパトロールキャップ                                                                  | ACU                                                                            |
| ミシシッピ州防衛隊                       | MS STATE GUARD           | OCP地に紅                       | OCP地に紅                                   | 低視認色帽章付きパトロールキャップ 赤いベレーフラッシュ付き黒いベレー帽                | OCP                                                                            |
| ミズーリ州防衛軍                         | Missouri                 | OCP地に黒                       | OCP地に黒                                   | 低視認色帽章付きパトロールキャップ                                                     | OCP                                                                            |
| ニューヨーク防衛隊                       | N.Y. GUARD               | 灰地に黒（ACU） OD地に黒 (BDU)  | 灰地に黒（ACU） OD地に黒 (BDU)              | 明色階級章付きの黒いパトロールキャップ ベレーフラッシュ付きの黒いベレー帽（礼装のみ）  | ACU BDU（2013年9月30日まで）                                                   |
| ニューヨーク海軍民兵                     | N.Y. NAVAL MILITIA       | NWU地に黄 MARPAT地に黒 青地に白 | NWU地に黄 MARPAT地に黒 青地に白             | 海軍式八角帽 海兵隊式八角帽 野球帽                                                     | NWU/MARPAT/ODU                                                                 |
| オハイオ軍予備隊                         | OHIO                     | 褐色地に黒                      | 褐色地に黒                                  | パトロールキャップ                                                                     | OCP                                                                            |
| オハイオ海軍民兵                         | OHIO NAVY                | ネイビーブルー地に金/銀         | ネイビーブルー地に金/銀（下士官および士官） | 海軍式八角帽                                                                           | NWU                                                                            |
| オレゴン市民防衛軍                       | OREGON                   | OCP地に黒                       | OCP地に黒                                   | 低視認色帽章付きパトロールキャップ                                                     | ACU                                                                            |
| プエルトリコ州防衛隊                     | PRSG ARMY PRSG AIR FORCE | OCP地に黒                       | OCP地に黒                                   | ベレーフラッシュ付の黒いベレー帽                                                       | OCP                                                                            |
| サウスカロライナ州防衛隊                 | S.C. STATE GUARD         | 黒地に銀                        | 低視認性                                    | OCPパトロールキャップ                                                                  | OCP                                                                            |
| テネシー州防衛隊                         | TN STATE GUARD           | マルーン色                      | OD地に黒                                    | UCPパトロールキャップ                                                                  | UCP                                                                            |
| テキサス州防衛隊                         | TEXAS STATE GUARD        | OCP地に黒                       | OCP地に黒                                   | パトロールキャップ ベレーフラッシュ付の黒いベレー帽                                    | OCP                                                                            |
| バーモント州防衛隊                       | VT STATE GUARD           | OD地に黒                        | OD地に黒                                    | パトロールキャップ                                                                     | BDU                                                                            |
| バージニア防衛軍                         | VIRGINIA                 | OD地に黒                        | OD地に黒                                    | パトロールキャップ                                                                     | BDU/TRU                                                                        |
| ワシントン州防衛隊                       | WA STATE GUARD           | OCP地に黒                       | OCP地に黒                                   | パトロールキャップ ベレーフラッシュ付のベレー帽                                        | OCP                                                                            |

### 連邦政府による活性化
アメリカ合衆国憲法のもと、いくつかの法令や事例に関連し、連邦政府と州防衛軍の関係について議論されたことがある。合衆国法典第32編第109条以外でも、合衆国最高裁判所による次のような判断がある：
32 U.S.C. 109(c)によれば、州防衛軍が招集されず、命令されず、連邦軍に徴兵されないことは明らかだ。しかし、10 U.S.C. 331–333によれば、民兵（militia）と軍隊（armed forces）の区別において組織されているか否かに関わらず、全ての民兵組織は、民兵条項（Militia Clauses）に明記されている目的のための動員に応じることが求められており、これに基づく招集を受ける可能性はある。（Perpich v. Department of Defense, 496 U.S. 334 (1990)）
ただし、最高裁はこの問題について結論するものではないことも明らかにしている。連邦政府が州防衛軍活性化の権限を持ちうる根拠として示された条文は以下の3つである。
10 U.S.C. 251 – "Federal aid for State governments"
Whenever there is an insurrection in any State against its government, the President may, upon the request of its legislature or of its governor if the legislature cannot be convened, call into Federal service such of the militia of the other States, in the number requested by that State, and use such of the armed forces, as he considers necessary to suppress the insurrection.
10 U.S.C. 252 – "Use of militia and armed forces to enforce Federal authority"
Whenever the President considers that unlawful obstructions, combinations, or assemblages, or rebellion against the authority of the United States, make it impracticable to enforce the laws of the United States in any State or Territory by the ordinary course of judicial proceedings, he may call into Federal service such of the militia of any State, and use such of the armed forces, as he considers necessary to enforce those laws or to suppress the rebellion.
10 U.S.C. 253 – "Interference with State and Federal law"
The President, by using the militia or the armed forces, or both, or by any other means, shall take such measures as he considers necessary to suppress, in a State, any insurrection, domestic violence, unlawful combination, or conspiracy, if it -

(1) so hinders the execution of the laws of that State, and of the United States within the State, that any part or class of its people is deprived of a right, privilege, immunity, or protection named in the Constitution and secured by law, and the constituted authorities of that State are unable, fail, or refuse to protect that right, privilege, or immunity, or to give that protection; or

(2) opposes or obstructs the execution of the laws of the United States or impedes the course of justice under those laws.

In any situation covered by clause (1), the State shall be considered to have denied the equal protection of the laws secured by the Constitution.

## 州防衛軍再活性化運動
州防衛軍の再活性化を求める政治家は少なくない。2011年には、ニューハンプシャー州議会にて、同州防衛隊の恒久的な再建を求める法案が提出されたものの、可決には至らなかった。同年夏、アリゾナ州知事ジャン・ブリュワーは、同州における州防衛軍の組織を認可する法案に署名した。
2018年、カンザス州議会上院議員デニス・パイルは、カンザス州防衛隊の再建を求める署名を知事へと提出した。これは学校の警備強化を求める動きの一環として行われた。
2019年、ペンシルベニア州議会議員クリス・ラブは、「銃による暴力、国内テロ、およびその他の相互に関連する公衆衛生危機の蔓延への対応」のため、ペンシルベニア州防衛隊の再活性化および近代化を行う法案を提出した。
2021年12月、フロリダ州知事ロン・デサンティスは、災害救援活動において連邦政府から独立して行動する200人規模の志願制の部隊として、フロリダ州防衛隊を再建する計画を発表した。2022年6月には州防衛隊の再活性化が正式に宣言された。
2022年1月、オクラホマ州上院議員ネイサン・ダームは、オクラホマ州防衛隊を再活性化する法案を提出したものの、2月の州上院退役軍人委員会で否決された。

2024年2月、アリゾナ州下院議員ジョセフ・チャプリックは、アリゾナ州防衛隊の設置を求める州議会合同決議2059号（Arizona House Concurrent Resolution 2059）を提出した。なお、この決議には州防衛隊に逮捕権と法律執行権を与えることも含まれている。同月、複数のウェストバージニア州代議員らによって、ウェストバージニア州議会法案5525号（West Virginia House Bill 5525）、いわゆるウェストバージニア州防衛隊法案（West Virginia State Guard Act）が提出された。法案提出に先立ち、州防衛隊の設置の承認自体は知事によって行われており、この法案は実際の設立を知事に指示するものである。同法案には、州防衛隊での勤務に対する税制および教育上のいくつかの優遇措置が含まれている。